# Подільське князівство
Подільське князівство (англ. Principality of Podillia, пол. Księstwo podolskie) — князівство Південно-західної Русі, яке утворилося внаслідок боротьби за спадщину Галицько-Волинського князівства (Руського Королівства). Засноване князем Юрієм Коріятовичем, сином Михайла-Коріята Ґедиміновича.

## Територія
Поділля (застаріле — Пониззя) поділялось на Західне — Подністров'я й Східне — Побужжя. Подільська земля (в основному землі населені уличами) належали Галицькому князівству і Великому князівству Київському. Правителі належали до династії Рюриковичів. Під час навали Золотої Орди в 1238 р. була загарбана основна частина Поділля.   1257 р. відбувся похід війська Галицько-Волинського князівства в Болохівську землю, яке було спробою відновити контроль за Поділлям.
Територія князівства охоплювала землі від межиріччя рік Стрипи та Золота на заході до Дніпра на сході, на південному сході природною межею була річка Дністер. На півдні кордоном була межа степової зони, підконтрольної тоді Золотій Орді. На півночі межувало з Волинською і Київською землями.
За Ґваньїні, Подільський край дуже широкий: із заходу йде від мультянського та волоського кордону і простягається до ріки Дон. Тут мався на увазі Подільський улус Золотої Орди. А Подільське князівство займало власне землі Малого Поділля.

## Історія
Останнім галицько-волинським монархом був Юрій II Болеслав — син дочки Юрія I Львовича Марії та мазовецького князя Тройдена I. Він врегулював відносини із Золотою Ордою, визнав свою залежність від неї[джерело?], здійснив у 1337 році спільний з ординськими військами похід на Польщу, пробуючи повернути захоплену поляками 1303-го Люблінщину. Підтримуючи мир з Литвою і Тевтонським орденом, Юрій II перебував у суперечці з Польщею та Угорщиною, які готували спільний наступ на Галицько-Волинське князівство. Після його отруєння в 1340 р. розгорнулась боротьба за землі Галицько-Володимирської держави між  великим князем Волинським, Любартом і польським королем Казимиром ІІІ. 1349 року король Казимир III захопив Галицьку землю. У квітні 1350 року угорський король Людовик уклав з Казимиром ІІІ угоду, за якою Угорщина «відступала свої спадкові права» на Руське королівство пожиттєво Казимирові III.

### Коріятовичі
Коріятовичі почали опановувати Поділля після поділу Руського королівства. У 1362 році четверо братів Коріятовичів: Олександр, Юрій, Костянтин і Федір брали участь у війську стрийка (дядька по-батькові) — великого князя Ольгерда — у битві на Синіх Водах. За це 1363 року за братами були закріплені їх володіння на Поділлі та утворено Подільське князівство. Брати були співправителями цього князівства: Юрій тримав Кам'янець, а Костянтин — Смотрич. Федір у цей час перебував в Угорщині. У 1371 році в Поділля повернувся Олександр Коріятович. Першими правителями були князі Юрій та Олександр Коріятовичі, які до 1366 виступали на боці Ґедиміновичів. Також відомі інші брати Коріятовичі: Борис, Василь (Семен Юрійович, як імовірний син Юрія Коріятовича, з'являється лише раз серед свідків документа, виданого представниками старшого покоління). У документах вони виступають або парою, або поодинці. Загалом такий спосіб правління не є чимось надзвичайним для того часу.
У 1366 році Подільське князівство потрапило у васальну залежність від Польського Королівства, правителі Олександр Коріатович i Юрій сплачували данину королю Казимирові III. Відтоді володарі Подільського князівства виступають парою — старший і наступний за віком князі (дуумвірат).
1372 року князь Юрій запрошений посісти престол у сусідньому Молдовському князівстві, перебував на ньому до 1377, коли був отруєний у Сучаві місцевими боярами (похований у монастирі біля міста Бирлад). У 1374 році він переніс столицю Поділля зі Смотрича до Кам'янця і збудував тут місто-фортецю із замком і міськими фортифікаціями. Тоді ж Кам'янець отримав від князів Юрія й Олександра Маґдебурзьке право. Його наступником став брат Олександр, який раніше володів також Володимиром і Крем'янцем.
Після смерті в 1370-му Казимира III син його сестри Людовик Угорський став  Королем Руси за вишеградськими домовленостями. 1372 року він передав владу над Галичиною своєму наміснику — князю сілезькому Владиславу Опольчику (1372–1379, 1385–1387).
1377 — князі Олександр і Борис, внаслідок військового походу угорського короля Людовика на руські землі, визнали ленну залежність від нього, свідченням чого є знайдена монета подільського півгроша із зображенням на реверсі анжуйського герба  Карбувалася монета у Смотричі, першій столиці Подільського князівства. «Дуетів» старших Коріатовичів було декілька: Юрія та Олександра, Олександра й Бориса, Бориса й Костянтина, Костянтина та Федора, Федора й Василя. Із цією традицією не узгоджується той факт, що монети, які останнім часом атрибутуються Коріатовичам, несуть на собі ім'я лише одного із них — Костянтина. Таких монет збереглося лише декілька. На них зображено, з одного боку, Юрія Змієборця, з другого — герб Карла I Роберта — зліва біло-червоні смуги Арпадів, зправа — жовті лілії на синьому щиті Анжу-сицилійської династії; двосторонній напис прочитується фахівцями як «Монета князя Костянтина, дідичного господаря Смотрича». Монети були взоровані за «руськими грошиками», які карбувались у Львові, і мали назву «подільських півгрошиків». 
Інша відома монета п.к. - подільський денарій князя Федора Коріатовича, правив у  1388—1393 рр.
Монета має розмір 12х13,5 мм, масу 0,30 г , 0,600 пробу срібла.
Зі смертю Людовика Угорського його старша дочка Марія стала титулярною Королевою Угорщини (1382—1395), Галичини і Володимирії (1382–1387). Молодша дочка Ядвіґа отримала Польщу, де правила у 1384—1399 рр. Після смерті короля Людовіка І Угорського (1382) князі Борис і Костянтин-молодший узяли дієву участь у обранні Ягайла на королівський престол й одруженні його з 12-річною королевою Польщі Ядвіґою Анжуйською.
Близько 1389 року Федір Коріятович успадкував Поділля по смерті старших братів. 1392 року вступив в союз з Свидригайлом — на той час князем Вітебським, що також противився політиці Ягайла, спрямованій на повне підпорядкування удільних князівств аж до їх ліквідації.

### Приєднання Поділля до Литви

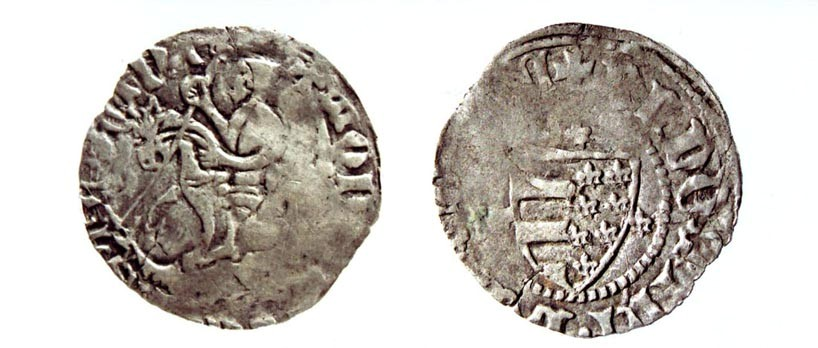
Подільський полугрошик К. Коріятовича

Після війни Кейстута з Ягайлом у 1385 р. укладено Кревську унію. 4 березня 1386 р. Ягайло коронувався на польський престол. Вже у 1387 р. польські війська разом з литовськими витіснили з Галичини угорські залоги і приєднали її до Польщі. У 1386—1388 pp. найбільших удільних князів примушено дати присяжні грамоти на вірність «королю, королеві і короні польській», що, згідно з тогочасним феодальним правом, означало перехід князів у васальну залежність від польського короля. Одразу ж після її укладення найбільші удільні князі разом із залежними від них феодалами російських, українських і білоруських земель відмовилися визнати владу Ягайла.

Герб Коріятовичів «Св. Юрій»

Але Коріятовичі зберегли ленну присягу Угорському королівству, через що вони виявилися єдиними серед удільних князів, котрі не склали присяги вірності Владиславові II Ягайлові.

Подільське князівство на 1382 рік

За Острівською угодою 1392 р., польський король Владислав II Ягайло, двоюрідний брат Вітовта, визнав його довічним правителем Литовського князівства. 1393 року Вітовт захопив Кам'янець-Подільський. Він ліквідував на території України найбільші удільні князівства — Волинське, Київське, Новгород-Сіверське та Подільське, створив замість них звичайні литовські провінції, в яких правили великокнязівські намісники, а Західне Поділля змушений був передати Ягайлові.
Внаслідок військового походу Вітовта восени 1394 князі Федір і Василь Коріятовичі були змушені здати Кам'янець і тікати до сусіднього Молдовського князівства, а звідти — на Закарпаття. Там Федір як васал і родич угорського короля Сиґізмунда І Люксембурзького (зайняв трон в результаті шлюбу із 14-річною Марією Угорською) отримав у володіння місто Мукачеве і комітат Берег.
У 1393–1414 роках Федір Коріятович роках був власником Бардіїва. Заснував монастир у Мукачеві (тут ймовірно був похований) і за пізнішою легендою привів на Закарпаття близько 40 тисяч подолян.

### Боротьба за Поділля на межі XIV—XVст.
У червні 1395 королем Польщі Ягайлом західна частина Поділля (за виключенням околиць Теребовлі і Стінки) із замками і містах Кам'янець, Смотрич, Червоногрод, Скала, Бакота була надана на княжому праві (ius ducalis) краківському воєводі Спиткові з Мельштина. Він підписувався як «пан та дідич Князівства Подільського і Самбірської землі, воєвода і староста краківський»[джерело?]. Не вживав титулу князь. Після його загибелі 1399 року у битві на Ворсклі, Поділля знову відійшло до польської корони.
Після цього король польський Ягайло посилає гінців до свого брата Свидригайла, який в той час перебував у Пруссії. Король сплачує великі суми за борги, в які князь увійшов, перебуваючи в землях хрестоносців. Тоді призначає на його утримання Подільську землю, викуплену за угодою від вдови Спитка з Мелштина, Єлизавети, і синів покійного, Яна і Спитка, за п'ять тисяч широких чеських грошів, а також Жидачівську землю і повіти Стрий, Шидлов, Стобніцу, Другню, Усьце; крім того, дає тисяч чотириста марок на рік з королівських соляних копалень.

Однак і настільки великими щедротами король не зміг вгамувати бурхливу натуру Свидригайла, і той не зазнавши ніякої образи, знову подався до хрестоносців в надії оволодіти Литовським князівством. При цьому Свидригайло розраховував на підтримку розміщених у подільських замках охоронних загонів поляків і русинів. Коли ж після втечі князя Ягайло зажадав повернення йому подільських замків, то руські й польські старости цих замків зухвало відповіли йому відкритим заколотом.

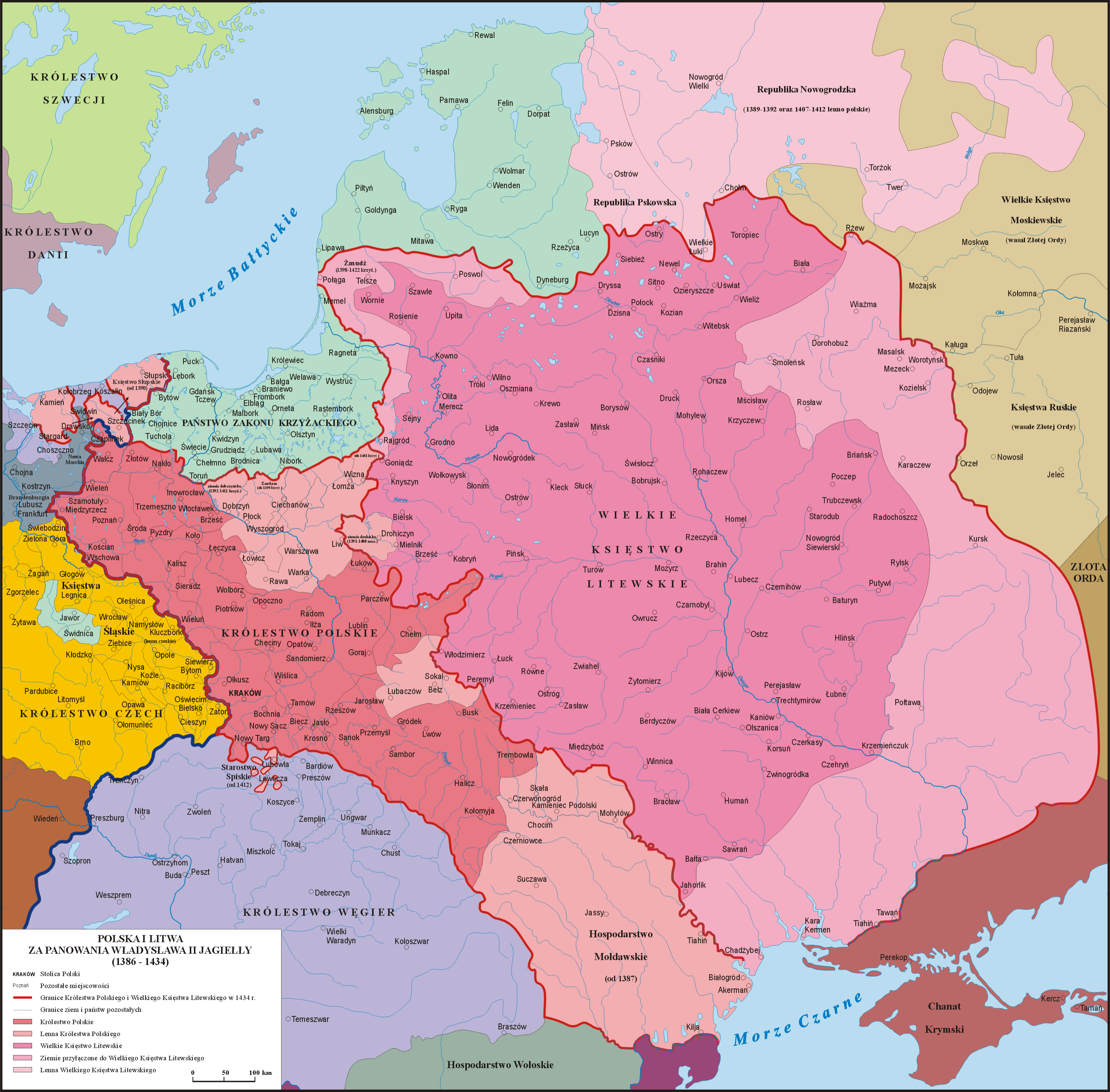
Межі Польського королівства та Великого князівства Литовського та Руського за Владислава II Ягайла (1386—1434)

У цій непевній обстановці, після втечі Свидригайла, 1402 року на Поділлі, знову появився Федір Коріятович. При допомозі свого брата Василя, який утримав Бозьке князівство Федір намагався знову захопити Подільську землю. Однак місцеві старости його ув'язнили; ціною свободи для братів були акти (пол. homagialne) Ягайлу (Василь склав 1 липня 1403 року в Грубешові, Федір через кілька днів в Щекарові) про відмову від прав на княжіння. Фактично автономію князівства було скасовано до 1430 р.
У 1404 р. Владислав здійснив похід в Подільську Землю зайняв Кам'янець. Король доручив правління над замками і землею Подільською Пйотрові Шафранцеві, через кілька років Петрові Карваціану, каштеляну добжинському, потім Анджею з Тенчина, підстолію краківському, після нього Петрові Влодковичу Харбіновському.
«Перелік загонів, прапорів й гербів земель королівства й мужів, котрі брали участь у прусській війні (Битва Грюнвальд-Танненберг). Сімнадцята, вісімнадцята і дев'ятнадцята хоругви — землі Подільської, яка мала три прапора, через численність свого населення; кожне з них мало сонячний лик на червоному полі.»
Після першого Торунського миру наступного дня після зустрічі короля з прусським магістром, Владислав, король польський, віддає Поділля в тримання великому князю литовському Вітовту Кейстутовичу. Ця передача була проведена без відома і згоди єпископів і вельмож Польського королівства, що викликало з їхнього боку сильне роздратування і невдоволення, оскільки король недостатньо зважив майбутні усобиці, які можуть статися через це в Польському королівстві.
З 1411 року все Поділля знаходилось у владі великого князя Литовського. Після перемоги над Тевтонським орденом, який став васалом Польщі, знову з'явилися надії на незалежність Великого князівства Литовського. Новий розклад сил був закріплений Городельскою унією 1413 р. Ця унія визнавала незалежність Литви і після смерті Вітовта, але під зверхністю польського короля. У 1414—1425 рр. Вітовт призначив старостою подільським Юрія Гедигольда.

### Подільська війна 1430-х років
Скориставшись міжусобицею в Литві, в 1430 р. польське військо знову вторглося на Поділля. Але поляки зустріли сильний опір місцевого населення, очолюваного князями Федьком Несвизьким, князем Олександром Носом та Івашком Рогатинським. У битві на річці Мурафа поляки зазнали поразки від Федька, але згодом між великим литовським князем Свидригайлом і Федьком спалахнув конфлікт, в результаті якого останній перейшов на бік Польщі і допоміг полякам захопити Західне Поділля. Володіння кн. Федька (Вінниця, Хмельник, Соколець) перейшли до корони польської, й при допомозі молдавського воєводи полякам вдалось захопити Брацлав, який литовці відвоювали дещо пізніше.
1431 року війська польського короля Ягайла завдали поразки повсталому Свидригайлові, і останній змушений був укласти перемир'я, відповідно до якого Подільське князівство було розділене на дві частини: східне залишилось за Великим князівством, а західне Поділля відійшло до Польщі (на його території у 1434 створили Подільське воєводство з центром у Кам'янці-Подільському; перший староста провінції — Пйотр Одровонж з 1434). 
Сигізмунд Кейстутович у грамоті від 15 жовтня 1432, підтвердженій підписами князів і панів, його прихильників (за взірець взяли грамоту Витовта 1401 р.), приймаючи від польського короля Ягайла титул великого князя литовського, визнавав за ним і його наступниками, зокрема, зверхність над ВКЛ, відступав Польщі Подільську землю, також спірні волинські прикордонні округи з центрами в містах Олесько, Ратне, Ветли, Лопатин.
Але Свидригайло не відмовився від подальшої боротьби і Східне Поділля включив до своїх володінь, Великого князівства Руського. У своїй політиці він спирався на українських і білоруських князів і бояр, невдоволених привілейованим становищем католиків.
Фактично Велике князівство Руське (1432—1435) перестало існувати після поразки Свидригайла у битві біля Вількомира 29-30 серпня 1435 року. Після втрати престолу Литви він залишався в цих областях до 1437 р.
1447 р. Теодорик Бучацький Язловецький в результаті походу приєднав до Подільського воєводства північно-східні повіти із замками в Летичеві, Хмільнику і Караул (вигнав литовську залогу, попав у немилість до короля).
У 1566 р. на території східного Поділля було створено Брацлавське воєводство, а після Люблінської унії (1569) Литва передала його (разом з іншими руськими територіями) Польщі.